# Jussi Timonen
Jussi Timonen (* 29. Juni 1983 in Kuopio) ist ein ehemaliger finnischer Eishockeyspieler, der im Verlauf seiner aktiven Karriere zwischen 1999 und 2020 unter anderem annähernd 700 Spiele für Kalevan Pallo, TPS Turku und Saimaan Pallo in der finnischen (SM-)Liiga auf der Position des Verteidigers bestritten hat. Darüber hinaus absolvierte Timonen weitere 14 Partien für die Philadelphia Flyers in der National Hockey League (NHL) und verbrachte zwei Spielzeiten bei den Schwenninger Wild Wings in der Deutschen Eishockey Liga (DEL). Sein älterer Bruder Kimmo war ebenfalls professioneller Eishockeyspieler.

## Karriere
Jussi Timonen begann seine Karriere als Eishockeyspieler in seiner Heimatstadt in der Nachwuchsabteilung von Kalevan Pallo, für dessen erste Mannschaft er in der Saison 2000/01 sein Debüt in der drittklassigen Suomi-sarja gab und mit der er auf Anhieb als Drittligameister in die Mestis, die zweite finnische Spielklasse, aufstieg. Nach einem weiteren Jahr bei KalPa in der Mestis schloss sich der Verteidiger dem Spitzenklub TPS Turku aus der SM-liiga an. Mit TPS wurde er in der Saison 2003/04 Vizemeister. Parallel zum Spielbetrieb in der SM-liiga mit TPS lief Timonen in den beiden Jahren, in denen er dort unter Vertrag stand, für je eine Spielzeit für die Zweitligisten TuTo Hockey und Mikkelin Jukurit auf. Mit Jukurit belegte er 2004 den zweiten Platz in der Mestis. 
Von 2004 bis 2006 konnte sich Timonnen bei Saimaan Pallo in der SM-liiga durchsetzen und sich einen Stammplatz erkämpfen. Daraufhin wurde er von den Philadelphia Flyers aus der National Hockey League (NHL) unter Vertrag genommen, die ihn ursprünglich bereits im NHL Entry Draft 2001 in der fünften Runde als insgesamt 146. Spieler ausgewählt hatten. In der Saison 2006/07 stand der Finne in 14 Spielen für die Flyers in der NHL auf dem Eis und gab in diesen Spielen vier Vorlagen. Den Großteil der Spielzeit verbrachte er allerdings bei deren Farmteam, den Philadelphia Phantoms, in der American Hockey League (AHL). Nachdem er auch die folgende Saison bei den Phantoms in der AHL begonnen hatte, transferierten die Flyers den ehemaligen Junioren-Nationalspieler für ein Siebtrunden-Wahlrecht im NHL Entry Draft 2009 zu ihrem Ligarivalen Dallas Stars, jedoch konnte er sich auch dort nicht durchsetzen und lief bis Saisonende ausschließlich für deren AHL-Farmteam Iowa Stars auf. 
Im Sommer 2008 kehrte Timonen nach Finnland zurück und spielte anschließend für seinen Heimatverein aus Kuopio, der in der Zwischenzeit in die SM-liiga aufgestiegen war. Mit dem Team erreichte er im Jahr 2017 die Vizemeisterschaft. Zwischen 2017 und 2019 stand der Finne bei den Schwenninger Wild Wings in der Deutschen Eishockey Liga (DEL) unter Vertrag. Im Juli 2019 kehrte er für eine Spielzeit zu Kalevan Pallo zurück. Danach beendete der 37-Jährige seine aktive Karriere nach der Saison 2019/20.

### International
Für Finnland nahm Timonen an der U18-Junioren-Weltmeisterschaft 2001 und der U20-Junioren-Weltmeisterschaft 2003 teil. Bei beiden Turnieren konnte er mit seiner jeweiligen Mannschaft die Bronzemedaille gewinnen. 

## Erfolge und Auszeichnungen
- 2001 Meister der Suomi-sarja und Aufstieg in die Mestis mit Kalevan Pallo
- 2004 Finnischer Vizemeister mit TPS Turku
- 2017 Finnischer Vizemeister mit Kalevan Pallo

### International
- 2001 Bronzemedaille bei der U18-Junioren-Weltmeisterschaft
- 2003 Bronzemedaille bei der U20-Junioren-Weltmeisterschaft

## Karrierestatistik

### International
Vertrat Finnland bei:
- World U-17 Hockey Challenge 2000
- U18-Junioren-Weltmeisterschaft 2001
- U20-Junioren-Weltmeisterschaft 2003

(Legende zur Spielerstatistik: Sp oder GP = absolvierte Spiele; T oder G = erzielte Tore; V oder A = erzielte Assists; Pkt oder Pts = erzielte Scorerpunkte; SM oder PIM = erhaltene Strafminuten; +/− = Plus/Minus-Bilanz; PP = erzielte Überzahltore; SH = erzielte Unterzahltore; GW = erzielte Siegtore; 1 Play-downs/Relegation; Kursiv: Statistik nicht vollständig)